# Joyeuse (Schwert)

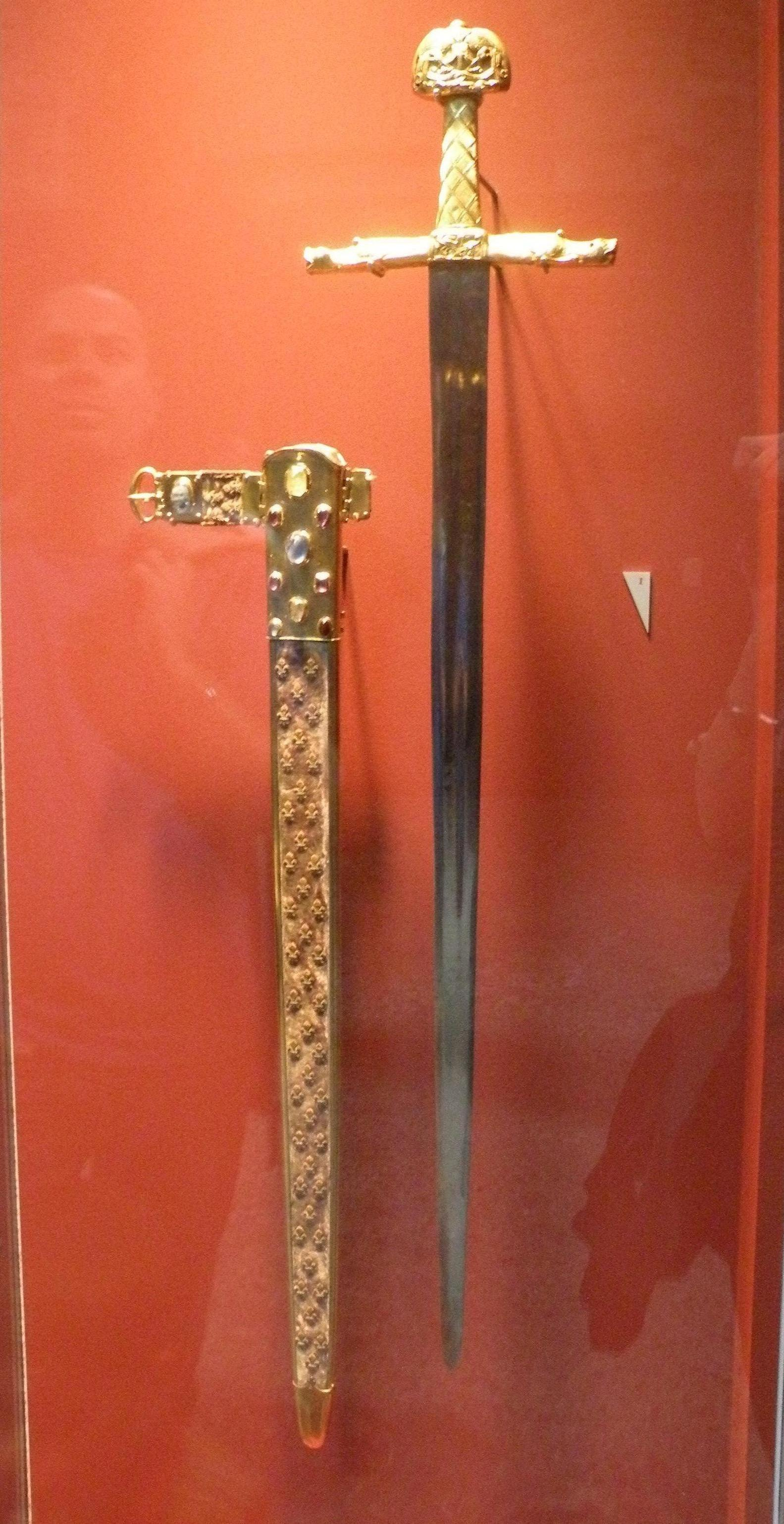
Das Schwert mit seiner aus dem 19. Jahrhundert stammenden Scheide in einer Ausstellung im Musée national du Moyen Âge (2012)

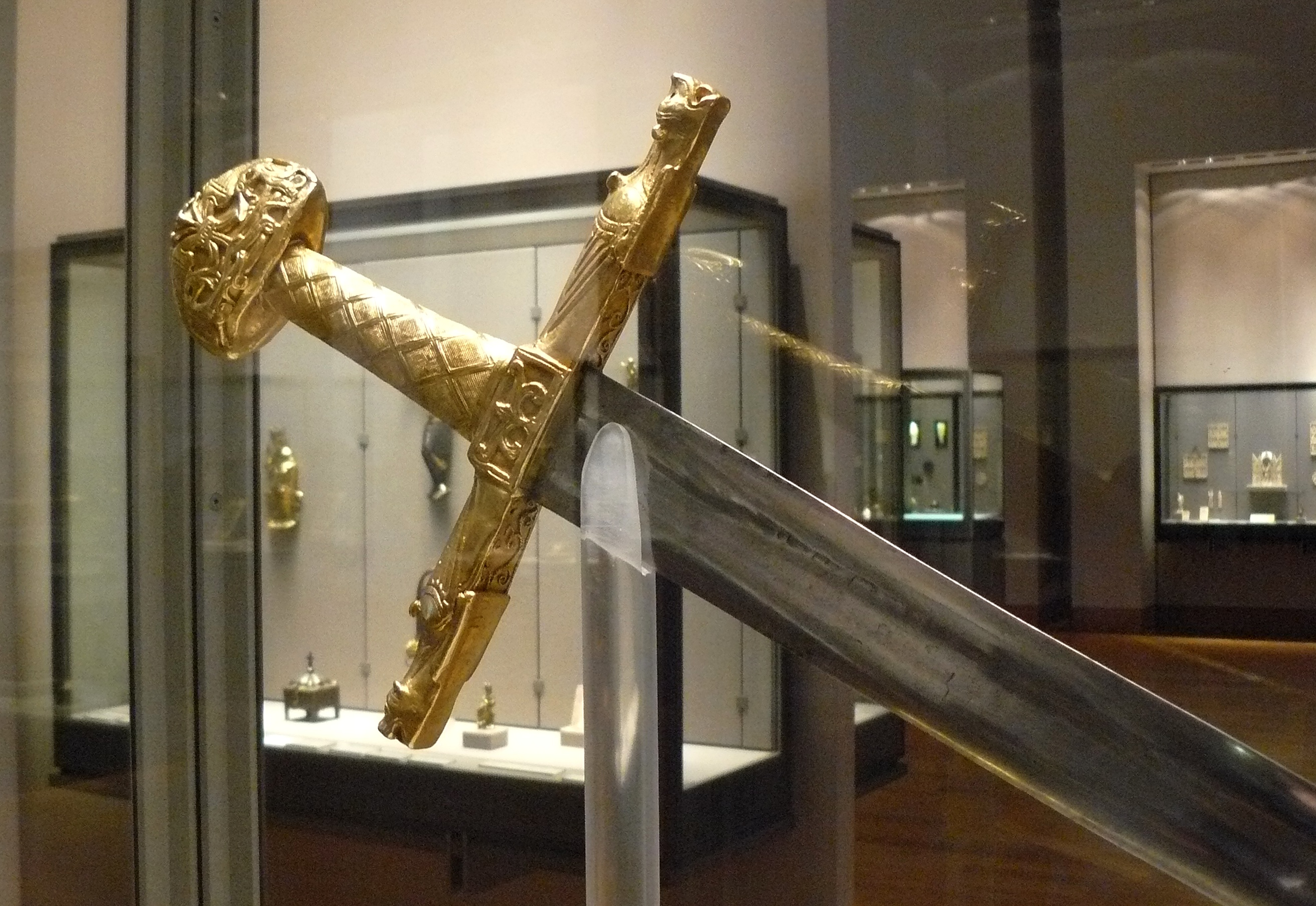
Das Joyeuse im Museum des Louvre

Joyeuse ist der Name des Schwertes Karls des Großen im Rolandslied und in dem altfranzösischen Epos Mainet (12. Jahrhundert). Der Name bedeutet „Freudvoll“.

## Epik
Im Mainet gehörte Joyeuse dem merowingischen König Chlodwig. Als der Emir von Toledo, dem Karl als Krieger dient, ihm ein Schwert geben will, lehnt er dieses ab, und zieht sein „christliches“ Schwert mit der Verbindung zu der vorhergehenden Dynastie vor. Dies bildet einen deutlichen Kontrast zu dem sarazenischen Durendal des Agremont. In der spanischen Primera crónica general, unter König Alfons X. zusammengestellt, gehörte Karls Schwert Joyosa dagegen zuvor dem Sarazenenkönig Bramante. Karl gelangte durch die toledanische Prinzessin Galiana, die ihm in Liebe verfallen war, in seinen Besitz.
Im Rolandslied wird berichtet, dass das Schwert seine Farbe 30-mal pro Tag ändere.

## Louvre
Ein Schwert im Louvre wird mit Joyeuse gleichgesetzt. Dass es sich dabei um das tatsächliche Schwert Karls des Großen handelt, ist unwahrscheinlich, mit ziemlicher Sicherheit handelt es sich um eine spätere Zuschreibung bzw. Nachschöpfung. Der Louvre datiert den Knauf auf das 10. oder 11. Jahrhundert, die Parierstange auf das 12., das Heft auf das 13. und die Scheide auf das 19. Jahrhundert.
Bei der Krönung König Philipps III. des Kühnen am 15. August 1271 wurde das Schwert Karls des Großen erstmals der Krönungsprozession vorangetragen. Als Schwertträger fungierte der Cousin des Königs, Graf Robert II. von Artois. Das Schwert diente als Symbol, das die Anknüpfung der kapetingischen Herrscherideologie an das karolingische Königtum untermauern sollte. Das Schwert wurde auch bei allen folgenden Krönungen bis zu der König Karls X. 1824 verwendet, einschließlich 1804 bei der Krönung von Napoleon Bonaparte. Aufbewahrt wurde es in der Abtei von Saint-Denis, seit 1793 im Louvre.
Die Waffe ist nicht zu verwechseln mit dem Säbel Karls des Großen, der Teil der Reichskleinodien des Heiligen Römischen Reiches ist.